# Enni Ben’en

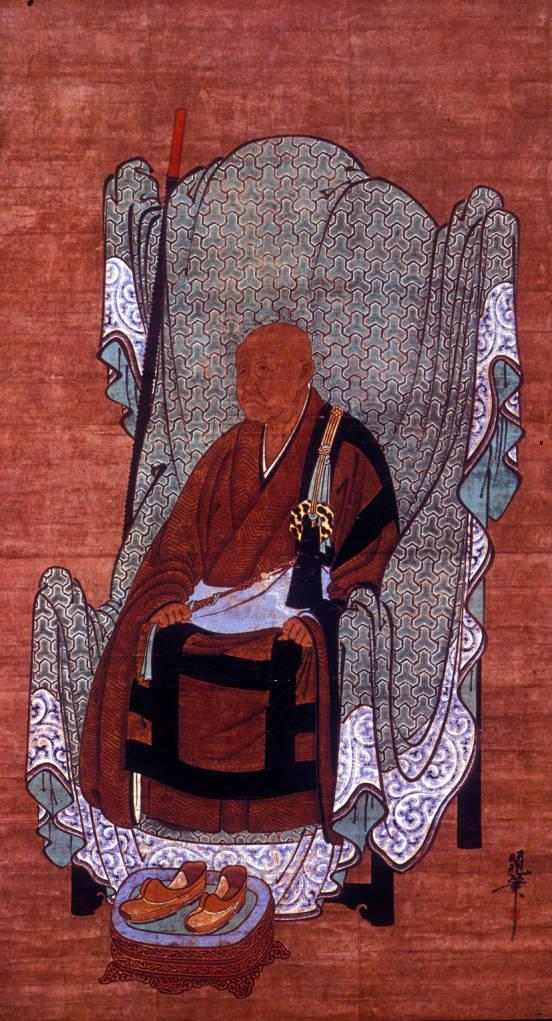
Enni

Enni Ben’en (auch Enni Bennen; jap. 円爾弁円 (Shinjitai) oder 圓爾辯圓 (Kyūjitai); * 1202 in der Provinz Suruga; † 1280 am Tōfuku-ji) war ein buddhistischer Mönch aus Japan, der entscheidende Anteile bei der Etablierung des Zen als eigener Schule in seinem Heimatland hatte, indem er zwar eine Mischform zwischen Zen und bereits etablierten, buddhistischen Lehren praktizierte, dabei aber dem Zen eine Vorrangstellung einräumte.
Sein ihm 1312 vom Hanazono-tennō postum verliehener Titel lautet Shōichi Kokushi (聖一國師), wovon sich der Name der von ihm begründeten, sehr erfolgreichen Tradition der Rinzai-shū, die Shōichi-ha (聖一派), ableitete.
Bedeutende, direkte Schüler Ennis waren u. a. Tōzan Tanshō (1231–1291), Mukan Gengo (bzw. Mukan Fumon; 1221–1291) und Hakuun Engyō (1228–1297).
Zu den von ihm hinterlassenen Schriften gehören seine Abhandlung über die buddhistischen Schulen und die Besonderheit der Zen-Schule Jushūyōdōki („Wesentliches vom Weg der zehn Schulen“) und die Spruchsammlung Shōichi goroku („Analekten des Shōichi“).

## Leben
Enni kam bereits mit fünf Jahren auf den Berg Kunō, wo er mit acht Jahren unter der Anleitung des Tendai-Mönches Gyōben das Studium buddhistischer Schriften aufnahm. Mit 18 Jahren trat er im Mii-dera in den Mönchsstand ein, seine Ordination mit der Annahme der Silas fand im Tōdai-ji statt. Anschließend studierte er drei Jahre lang in Kyōto den Konfuzianismus, wonach er zum Mii-dera zurückkehrte und sich schließlich im Chōraku-ji niederließ, wo er Schüler von Eichō (einem Schüler von Eisai) wurde. Es folgte noch ein Studium der Tendai-Esoterik (台密, taimitsu) auf dem Berg Kunō bei Kenzei (1224), das er im Jufuku-ji unter A’nin abschloss (1228).

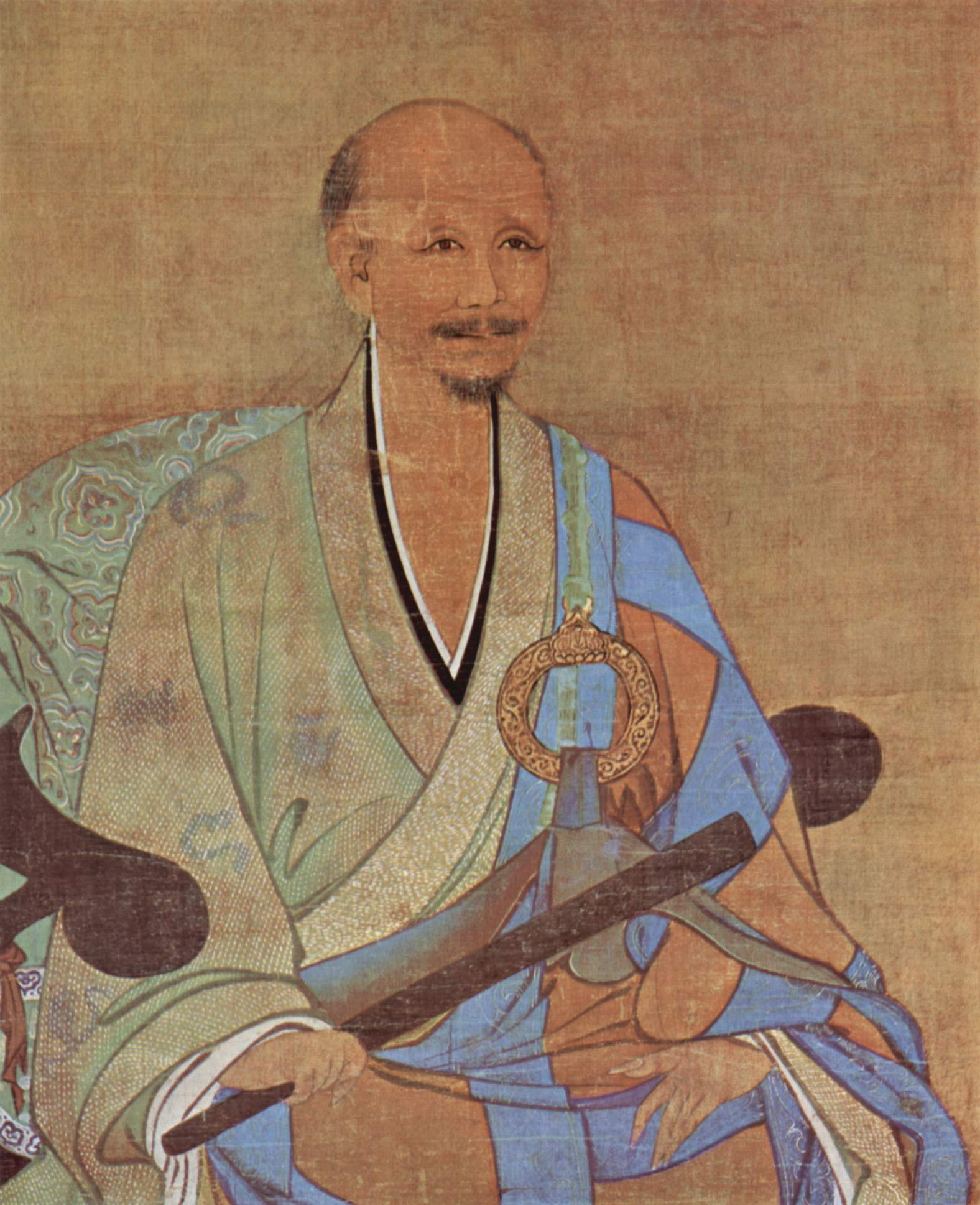
Bild des Wuzhun, Detail der Wandrolle, die Wuzhun an Enni 1238 als Geschenk übergab (gegenwärtig im Besitz des Tōfuku-ji)

1235 trat Enni eine Reise nach China an. Dort wurde er Schüler von Wuzhun Shifan (chinesisch 無準師範, Pinyin Wúzhǔn Shīfàn, W.-G. Wu-chun Shih-fan; jap. Bujun Shipan oder Bushun Shihan; 1177–1249), einem Chan-Meister aus der Linie Yangqi (chinesisch 楊岐, Pinyin Yángqí, W.-G. Yang-ch’i; jap. Yōgi) der Linji zong (chinesisch 臨濟宗, Pinyin Línjì zōng, W.-G. Lin-chi tsung), der in einem Tempel auf dem Berg Jing (chinesisch 徑山, Pinyin Jìng shān, W.-G. Ching-shan) in der Provinz Zhejiang wirkte. 1237 erhielt Enni das Siegel der Erleuchtung (印可, inka) von Wuzhun und wurde sein Dharma-Nachfolger.
Nach seiner Rückkehr auf Kyūshū im Jahr 1241 gründete Enni mehrere Klöster in der Nähe von Hakata und predigte an den Tempeln Sōfuku-ji, Manju-ji und Shōten-ji. Bereits 1243 wurde Fujiwara Michiie (藤原道家; 1192–1252) sein Patron, begann mit dem Bau des späteren Tōfuku-ji und sah Enni als dessen Gründungsvorsteher vor. Neben Zen sollten am Tempel auch Tendai- und Shingon-Riten abgehalten werden. Er wurde 1255 von Enni eingeweiht, der bis dahin im Fumon’in, einem Nebentempel des noch unfertigen Haupttempels, verweilt hatte. Später übernahm Enni gleichzeitig das Vorsteheramt am Kennin-ji. So wurde Kyōto bald zum Zentrum des frühen Zen in Japan. Ab 1257 wirkte Enni auch am Jufuku-ji in Kamakura.

## Anmerkung
1. ↑  Gemalt von Kichizan Minchō (1353–1431), im Besitz des Tōfuku-ji, Wichtiges Kulturgut Japans.